# Voliba
Voliba là một chi bướm đêm thuộc họ Crambidae.

## Các loài
- Voliba asphyctopa Turner, 1908
- Voliba gigantea Hampson, 1912
- Voliba leptomorpha Turner, 1908
- Voliba psammoessa Turner, 1908
- Voliba pycnosticta Turner, 1908
- Voliba scoparialis (Walker, 1866)